# 64비트 컴퓨팅
컴퓨터 구조에서 64비트 정수, 메모리 주소, 다른 데이터 장치들은 64 비트 너비의 영역을 갖는다. 또, 64비트 CPU, ALU 구조는 이러한 크기의 레지스터, 주소 버스, 데이터 버스에 기반을 두고 있다.
64비트는 또한 중앙 처리 장치의 버스(BUS)가 64비트 단위로 자료를 전송하는 컴퓨터 세대를 가리키기도 하며 이를 64비트 컴퓨터라고도 부른다.
64비트 CPU는 1960년대 이후부터 슈퍼컴퓨터에 존재해왔으며 1990년대 초부터 RISC 기반 워크스테이션과 서버에 쓰이게 되었다. 2003년에 이전에 32비트가 주류였던 개인용 컴퓨터가 x86-64 및 64비트 파워PC 프로세서로 진입하게 되었다.

## 응용 프로그램

### 32비트와의 차이
가장 큰 차이점은 가용 메모리의 크기 제한이다. 윈도우 10 기준으로 32비트 버전 윈도우에서는 최대 4GB의 메모리 사용이 가능하지만 64비트 버전 윈도우에서는 최대 6TB 메모리 사용이 가능하다.

## 64비트 데이터 모델
| 데이터 모델 | short | int | long | long long | 포인터 |
| ----------- | ----- | --- | ---- | --------- | ------ |
| LP64        | 16    | 32  | 64   | 64        | 64     |
| ILP64       | 16    | 64  | 64   | 64        | 64     |
| SILP64      | 64    | 64  | 64   | 64        | 64     |
| LLP64       | 16    | 32  | 32   | 64        | 64     |

## 그림
디지털 사진에서 64비트는 16비트 알파 채널이 포함된 48비트 이미지를 가리킨다.

## 같이 보기
- 컴퓨터 메모리